# Faula

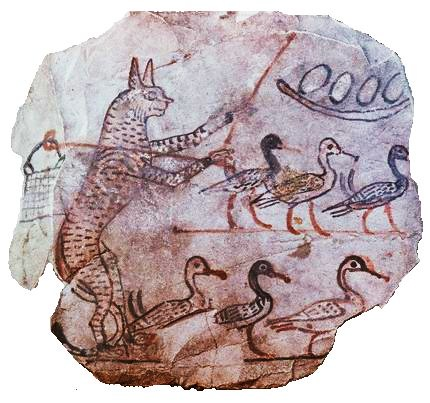
Gat antropomòrfic cuidant les oques, Egipte, prop del 1120 A..C.

Una faula és un relat breu de ficció on els protagonistes són animals o plantes que parlen. La faula té un caràcter didàctic normalment ètic que es mostra al final. La faula és doncs una narració inventada de fets meravellosos que tenen una conclusió moral.
El caràcter didàctic de les faules ja l'empraren en l'antiguitat els grecs i els romans. Entre els autors grecs que més destaquen es troba Isop. Fedre, escriptor en llengua llatina, va seguir la tradició faulística iniciada per Isop. En l'època medieval, destaquen els contes didàctics religiosos, i en l'edat moderna la literatura de la Il·lustració, també amb finalitats educatives. L'edat contemporània ha donat grans fabulistes, com George Orwell amb la novel·la Revolta dels animals.

## Característiques
Com a gènere literari posseeix un caràcter mixt narratiu i didàctic i aquestes propietats:
- Essencialment ofereix un contingut moralitzador o didàctic.
- Sempre conté una moralitat. En les més antigues es troba escrita al final del text.
- Generalment és una peça breu i amb pocs personatges.
- Posseeix una gran inventiva, riquesa imaginativa i de colorit.
- És inversemblant.
- L'exposició de vicis i virtuts és maliciosa, irònica.
- Sovint els personatges són animals humanitzats.
- Faules i contes de l'escriptor medieval Francesc Eiximenis, aplegades i publicades en una edició de l'any 1925

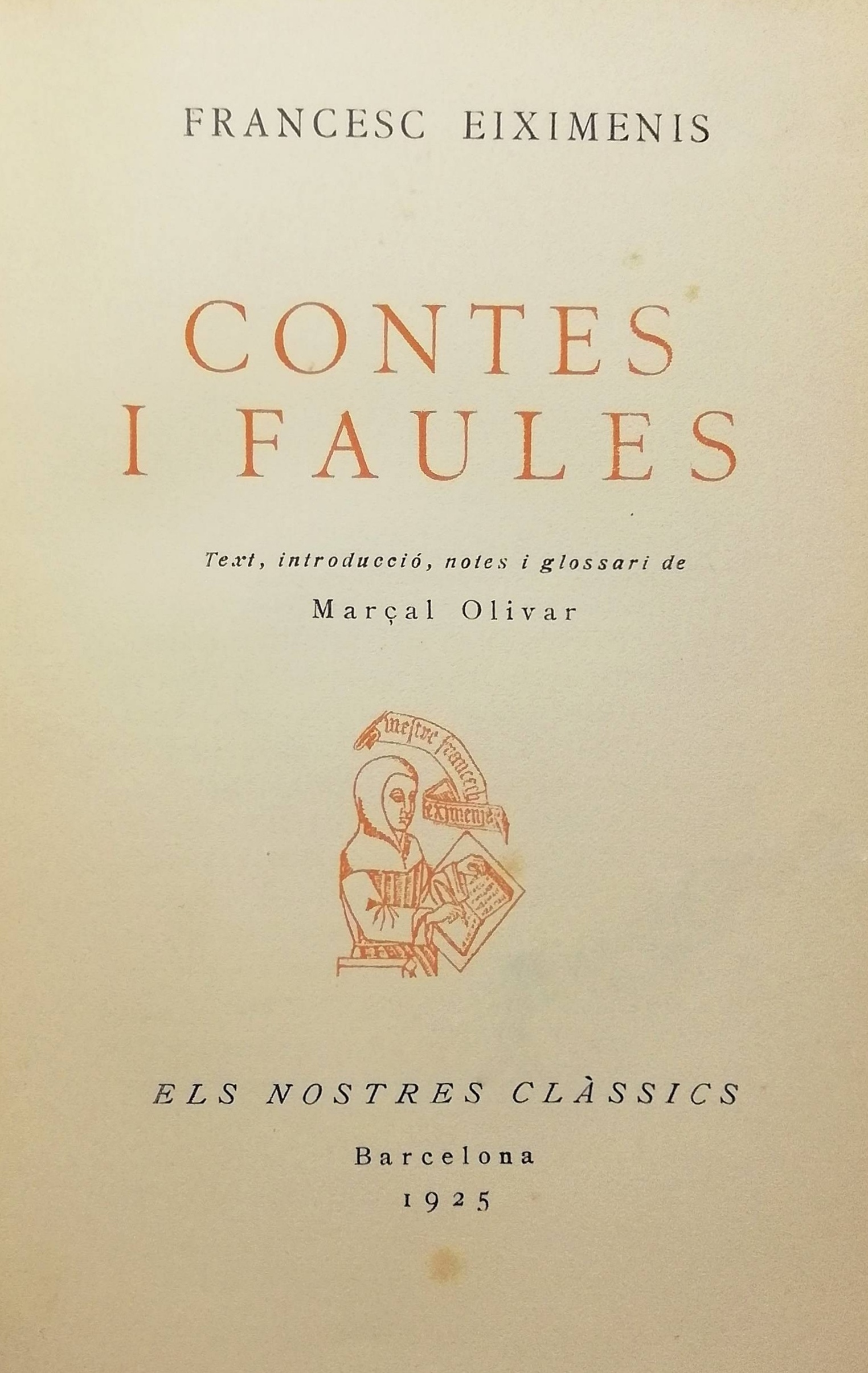
Faules i contes de l'escriptor medieval Francesc Eiximenis, aplegades i publicades en una edició de l'any 1925

La faula clàssica reposa sobre una doble estructura; des del títol mateix es troba una oposició entre dos personatges de posicions subjectives oposades. Però aquests dos personatges es troben sempre en desigualtat social: un en posició alta i un altre en posició baixa i desfavorable. Gràcies a un esdeveniment narratiu imprevist o survenant, el que estava en posició alta es troba en posició inferior i viceversa. Aquest esquema és denominat per Christian Vandendorpe com a «doble reexpedició» i es troba en desenes de faules, sobretot en les populars, i permet fixar la comprensió i vehicular una moralitat clara. Com diu Hegel, «La faula és com un enigma que serà sempre acompanyat per la seva solució». Fins i tot si la faula no és menys popular, l'esquema que la forma es retroba en la crònica de fets i gent i en la llegenda urbana. Aquestes situacions són imprescindibles en una faula, com que, sense importar l'autor, el context social o polític, aquestes són les que la identifiquen i marquen un límit amb els altres gèneres similars amb els quals podria confondre's per la forma al·legòrica. Un altre punt de partida important per delimitar la faula, és que aquesta s'estructura en fets impossibles a diferència dels altres gèneres al·legòrics.

## Gènere literari
No s'ha de confondre amb la paràbola o relat simbòlic ni amb el discurs o sermó parentètic, la intenció del qual és exhortar a seguir una conducta ètica i per això recorre sovint a aquesta mena de procediments.
Es diferencien dels apòlegs que són més generals i hi poden intervenir a més homes i personatges tant animats com inanimats. Poden estar escrites en prosa o versos. En l'Index de motifs, de la classificació Aarne-Thompson les faules apareixen classificades com a contes d'animals.
Malgrat que és un gènere literari subjecte a la transmissió oral de generació en generació, la faula encara conserva aquestes característiques que la diferencien d'altres gèneres narratius més mutables com el conte o relat o la novel·la, a la qual el temps ha portat nombrosos canvis i nous subgèneres i tendències.
Convé distingir clarament la faula com a gènere literari, de l'argument: Aristòtil en parlava quan escriu que la faula és un dels sis elements que formen la tragèdia juntament amb els caràcters, el cant, l'elocució, el pensament i l'espectacle. Així doncs, la faula tràgica és el seu argument o l'encadenament d'accions i fets exposats que forma la narració o, d'una altra forma, en el llenguatge cinematogràfic, la sinopsi.
Un exemple d'una faula en prosa és el Gat i el Ratolí on se'n poden identificar les característiques.
El Gat i el Ratolí
Una vegada hi havia un ratolinet que vivia a casa d'una dona vella. La senyora, que en tenia por, va posar molts paranys per matar el ratolí. El ratolí espantat demana ajuda al gat de la dona.
-Podries ajudar-me, gatet bufó? -li va dir al gat.
-Sí... En què? -va respondre el gat.
-Tan sols lleva els paranys de la casa -va dir el ratolí.
-Mmm... i què em donaràs a canvi? -va dir el gat.
-Faré veure davant de la senyora que soc mort, com si tu m'haguessis mort, així ella creurà que ets un heroi -va respondre el ratolí.
-M'has convençut -va dir el gat.
El gat va treure els paranys de la casa, però el ratolí mai no va complir la seva part del tracte. Un dia, la senyora va descobrir que havia estat el gat qui havia tret els paranys, així que es va enfadar molt i va decidir de fer fora el gat al carrer.
La següent és un exemple d'una faula en vers, és un text de Tomás de Iriarte:
La granota i la gallina
Qui treballa prou, ho pot dissimular; qui gens no fa, ha de callar.
Del seu toll estant, una parlera granota
va sentir cloquejar una gallinota.
«Caram! -li va dir-; no hauria cregut, germana,
que fossis una tan incòmoda veïna.
I amb tota aquesta bulla, què hi ha de nou?»
«Gens, sinó anunciar que ponc un ou».
«Un ou solament? I esvalotes tant!»
«Un ou solament, sí, senyora.
T'espantes d'això, quan no m'espanto
de sentir-te com claques nit i dia?
Jo, perquè serveixo d'alguna cosa, ho publico;
tu, que de gens no serveixes, calla el bec».

## Història
La faula ja era conreada a Mesopotàmia, dos mil anys abans de la nostra era. Unes taules d'argila que provenen de biblioteques escolars de l'època expliquen breument històries de guineus astutes, gossos desgraciats i elefants presumptuosos. Molts d'aquests textos mostren una gran afinitat amb els proverbis per la estructura antiètica, però no tenen una moral explícita.
En l'antiguitat grega, la primera faula, coneguda com «la faula del rossinyol», la va explicar Hesíode al començament del segle vii aC en Els treballs i els dies, i ja s'hi veu la intenció de fer reflexionar sobre la justícia. Encara que en Homer no hi ha faules, les comparacions amb animals que fa servir ja posseeixen in nuce el germen del gènere. En època clàssica Sòcrates va entretenir els seus últims dies posant en vers les faules d'Isop. Demetri de Faler va publicar la primera col·lecció de faules històricament testificada, que s'ha perdut, però que va donar lloc a innombrables versions, com ara l'Augustana una fusió de diversos manuscrits, probablement del segle i després de Crist. És a aquesta col·lecció a la qual ens referim quan parlem de les anomenades Faules d'Isop. D'Isop, un personatge semigllegendari, no se'n sap gaire, hauria sigut un esclau originari d'Àsia Menor que va ser venut a Samos al filòsof Xant, que li va prometre diverses vegades la llibertat i la va obtenir per fi gràcies a una intervenció popular. Nicòstrat va fer una col·lecció de faules educatives al segle ii, i també altres sofistes. De Grècia la faula va passar a Roma; Horaci va escriure en Sàtires, II, 6, una de memorable, la del ratolí del camp i el ratolí de ciutat en forma de prosa; Fedre, inspirat en el precedent, va transformar el gènere en un gènere poètic en vers. Al segle iv el poeta romà Flavi Avià en va escriure unes quaranta, moltes adaptacions de les faules de Fedre i unes altres no testificades per cap tradició i potser creades per ell mateix; les rondalles d'Avià van circular molt en l'edat mitjana, perquè a diferència de les de Fedre no són mai llicencioses i la mètrica, en la qual abunda l'hexàmetre lleoní, en facilita el record.
Els esclaus pedagogs de l'Antiguitat grecoromana feien servir faules i apòlegs per ensenyar conducta ètica als nens. Si donava una moral pagana: és impossible canviar la condició natural de les coses, inclosa la condició humana i el caràcter de les persones. Amb el temps, el cristianisme va substituir aquesta concepció atribuïa a l'home la possibilitat de canviar la seva naturalesa, amb un judici moral inclòs.
A l'edat mitjana la faula continua transmetent-se sota noms d'autors o de col·leccions que semblen pseudònims: Romulus, Syntipas, pseudo Dositeo, el Isopete… Aquesta temàtica s'expandeix considerablement pel Roman de Renart, col·lecció de narracions compostes per clergues anònims al segle xii. En les històries d'Ysengrimus, obra llatina atribuïda entre d'altres al poeta flamenc Nivard de Gant o a altres autors, la lluita de la guineu contra el llop serveix de pretext per a una vigorosa sàtira social de la societat feudal i les seves injustícies. La faula s'hi transforma en una comèdia animal. Al segle xii, la poetessa Maria de França publica una col·lecció de 63 faules.
D'altra banda, van circular per Europa nombroses col·leccions d'altres faules pertanyents a una tradició autònoma diferent d'origen indi (Hitopadesa, Pancatantra), difoses a partir de traduccions àrabs o jueves espanyoles o sicilianes. Moltes van anar a parar com exemples en llibres de sermons. El més famós i difós va ser sens dubte la Disciplina clericalis del jueu convers aragonès Pedro Alfonso, entre molts altres.

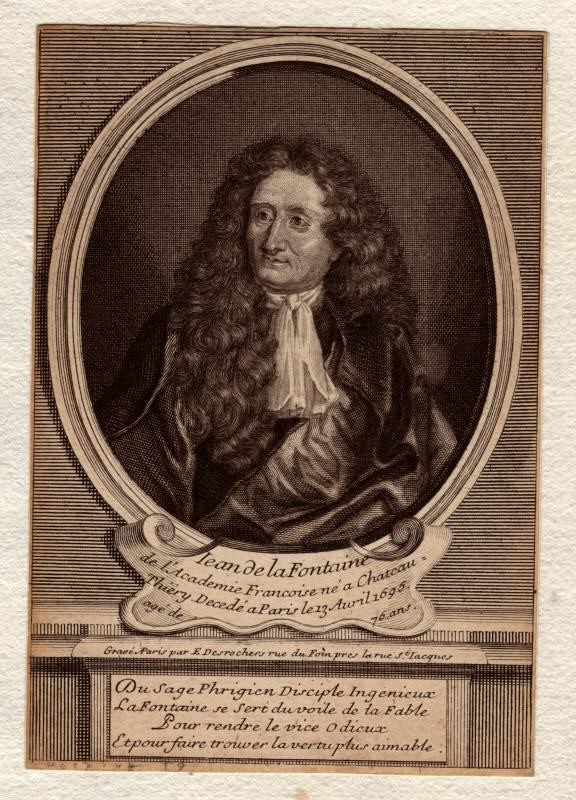
Jean de la Fontaine.

Durant el Renaixement els humanistes es van interessar en les faules. Leonardo da Vinci, per exemple, va compondre un llibre de faules. El gènere dels emblemes, que es va posar de moda al segle xvi i xvii, va recórrer amb freqüència a la faula en el comentari escrit i en els gravats a imitació de l'humanista italià Alciato, com els de Guillaume Guéroult, que sembla haver-se especialitzat en aquest gènere amb Le Blason des Oyseaux (1551), Les Hymnes du Temps et de ses parties (1560) i Les Figures de la Bible (1564), una sèrie de gravats acompanyats d'una curta peça en vers. A Portugal conrea la faula Sà de Miranda. El jesuïta François-Joseph Desbillons, en va produir cinc-centes seixanta. Boisard en va publicar una col·lecció amb mil i una. Jean-Pons-Guillaume Viennet va publicar el 1843 les faules que va escriure al llarg de tota la seva vida. Fins i tot Napoleó, abans de ser consagrat emperador, en va compondre una jutjada bastant bona en la seva època.
No obstant això gairebé tots aquests autors han caigut en l'oblit, excepte Jean de la Fontaine i l'escriptor Jean-Pierre Claris de Florian (1755-1794). Aquest últim va compondre un centenar de faules de moralitat pública o privada, moltes inspirades en les Fábulas literarias (‘Faules literàries') del tinerfeny Tomás de Iriarte. Florian va inspirar al seu torn l'anglès John Gai i l'espanyol Félix María Samaniego. Gotthold Ephraim Lessing va il·lustrar el gènere a Alemanya i Ignacy Krasicki a Polònia.
Al segle xix la faula es va conrear també amb afany en la resta del món, encara que no a França; van tenir èxit solament les col·leccions especialitzades en temes concrets; a Rússia van conrear el gènere Ivan Krylov, a Espanya Cristóbal de Beña (Fàbulas políticas) i Juan Eugenio Hartzenbusch i a Mèxic José Roses Moreno. Ambrose Bierce va utilitzar la faula per la sàtira política als Estats Units en les obres Faules fantàstiques i Isop esmenat), i Beatrix Potter (1866-1943) va ser més convencional a Gran Bretanya.
A Espanya, i ja al segle xx, ha escrit un Nou fabulari Ramón de Basterra, que, seguint alguns precedents de Hartzenbusch, fa protagonistes de les seves composicions elements deshumanitzats, com ara màquines, cigonyals, èmbols, cables i grues, en comptes de lleons, guineus, corbs o llops; amb això incorpora la revolució industrial en aquesta mil·lenària tradició. El 1961, el dramaturg francès Jean Anouilh va publicar una col·lecció de faules que va revitalitzar el gènere. Jean Chollet ha escrit també al segle xx bastants faules inspirades en el món actual.
A principi del segle xxi, inesperadament, la faula pateix una revolució literària gràcies a l'obra de l'escriptor napolità Sabatino Scia, que en va escriure dues-centes, que va descriure com a «faules de protesta occidental» al llibre Favollegiamo. Pel treball de renovació de Sabatino Scia, la faula deixa de ser un mitjà per explicar la vida, un instrument per posar en escena els vicis de l'home, els vicis de la societat i els problemes de la naturalesa mateixa, sinó és el teatre mateix que els vicis es manifesten de manera completament espontània. Les faules de Scia tenen la forma d'un diàleg franc i directe i els animals es parlen entre amb les astúcies dels homes i sempre intenten d'eixir de situacions embullades, com els animals d'Isop. Hi ha una diferència: no pretenen fer una moral, accepten amb una forma de saviesa els esdeveniments i cerquen crear-se al bosc una vida més confortable possible. Com els homes, han d'aprendre a procurar-se menjar i a no convertir-se ells mateixos en aliment per als homes. Coneixen les seves capacitats, el grau d'intel·ligència i tan també entre ells com entre els homes, els més llests tenen el millor.

## Faula i moralitat
Al llarg de la història, la faula ha estat considerada més que un element lúdic o un gènere literari. Diferents pensadors li han donat un tint d'element exemplar que al llarg de la història ha creat com més que relats fantàstics amb animals.
Un dels primers filòsofs que va opinar respecte a la problemàtica de l'ensenyament per mitjà de les faules, va ser Plató, que la va atacar per la preponderància que donava a la lògica sobre l'estètica; no obstant això, Plató s'oposava no només a l'ús de les faules en l'ensenyament sinó a tot ús d'art, com que l'art allunyaria l'ànima de la veritat, de la qual posseïa per naturalesa la llavor i la disposició per al coneixement.
Aristòtil defineix a la faula com un de les eines retòriques que un orador pot fer servir per persuadir el seu públic. Ja en les faules gregues es reflectien trets de la societat contemporània; cada societat ha cercat transmetre certs valors de manera implícita en aquestes narracions fantàstiques.
Rousseau critica fortament les faules com a eines pedagògiques per que deformarien la natura innocent dels nens. Per Rousseau les faules són relats de difícil enteniment per a un nen i són carregats de missatges de moral equívoca, perquè mostren que és el més fort i astut que venç i obté avantatges sobre els que són menys sagaços.
No obstant això, si bé va haver-hi crítics durs de les faules, altres autors defensen que poden ser beneficioses en certs processos d'aprenentatge. Karl Vossler les atorga una certa utilitat en l'aprenentatge, però no per als nens, com que és menester una certa maduresa per comprendre'ls correctament, maduresa que no s'obté abans les quaranta anys.
Més benèvols són autors com Alfonso Francia, que destaca la importància del gènere per fomentar actituds i comportaments previnguts en nens i adolescents; és més, afirma que una gran quantitat de tècniques i recursos fan de la faula un mitjà pedagògic de primera qualitat.